# Kingdom of Giants
Kingdom of Giants es una banda estadounidense de metalcore formada en Sacramento, California. La banda se formó en 2010 a partir de los restos de otra banda de Dana Willax, Red Martin, Max Bremer, Julian Perez, Levi Norris, Truman Berlin, después de lo cual la banda ha lanzado tres álbumes hasta 2020.

## Historia
Tras el lanzamiento de Abominable en 2011, el EP generó gran interés, llegando incluso a aparecer en la columna de artistas independientes de Alternative Press, AP&R, y poco después, su primer álbum titulado Every Wave of Sound, con la canción "MJ Returns", la última de las contribuciones de Stephen Rezza para el álbum y la banda, así como la última canción de "Every Wave". La banda realizó una gira por Estados Unidos con Dayseeker y firmó con InVogue Records en 2014. Ese mismo año, ficharon a Truman Berlin como batería y lanzaron su segundo álbum Ground Culture, junto con el videoclip de "Endure", con Ricky Armellino como artista invitado.
En mayo de 2017, Kingdom of Giants lanzó su tercer álbum All the Hell You've Got to Spare, y realizó una gira por Estados Unidos y Europa. Antes de 2020, la banda firmó un contrato discográfico con SharpTone Records, lo que marcó un hito importante en su carrera y les permitió obtener la tan necesaria potencia vocal de Jonny Reeves. Su cuarto álbum de estudio Passenger, se lanzó el 16 de octubre de 2020 a través de su nuevo sello.
Durante agosto y hasta principios de septiembre de 2023, Kingdom of Giants realizó la gira del décimo aniversario de Hollow Bodies en Estados Unidos, encabezada por Blessthefall junto a Caskets y Dragged Under.
En enero de 2024, Kingdom of Giants se unió a We Came as Romans en una gira por el Reino Unido, encabezada por la banda británica Bury Tomorrow. En septiembre del mismo año, Kingdom of Giants lanzó su segundo EP, titulado Bleeding Star, compuesto por seis canciones. Durante ese periodo, participaron en la gira Dark Sun Protocol Tour junto a Catch Your Breath y Alpha Wolf, encabezados por Dayseeker.
El 29 de mayo de 2025, tras una gira con The Amity Affliction en sustitución de Ahren Stringer, se anunció la incorporación del exbajista y vocalista Jonny Reeves a la banda a tiempo completo. Kingdom of Giants fueron teloneros, junto con TX2 y Dark Divine, de la gira Summer of Loud 2025, en la que actuaron del 5 al 15 de julio, encabezados por Parkway Drive, Killswitch Engage, Beartooth e I Prevail, junto con The Amity Affliction, The Devil Wears Prada y Alpha Wolf.

## Miembros
Miembros actuales
- Dana Willax – voz
- Red Martin – guitarras
- Max Bremer – guitarras
- Julian Perez – guitarras y teclados
- Truman Berlin – batería
- Jonny Reeves – bajo/voz

Miembros anteriores
- Stephen Rezza – voz/teclados
- Matt Harwell – batería
- Matt Mavroudis – batería
- Levi Norris – bajo/voz

## Discografía

### Álbumes de estudio
- 2013: Every Wave of Sound
- 2014: Ground Culture
- 2017: All the Hell You've Got to Spare
- 2020: Passenger[11]

### EPs
- 2011: Abominable
- 2024: Bleeding Star (SharpTone Records)[12][13]
- 2025: Burning Chrome